# Joseph Pevney
Joseph Pevney est un réalisateur, acteur, producteur et scénariste américain né le 15 septembre 1911 à New York (État de New York), et mort le 18 mai 2008 à Palm Desert (Californie).

## Biographie
Il a tout d'abord été acteur de music-hall et de théâtre, et animateur de night-club. Un de ses premiers rôles à l'écran est dans le film Sang et Or (Body and Soul) de Robert Rossen en 1947. Il se lance ensuite dans la réalisation pour la firme Universal Pictures, aussi bien pour des films en noir et blanc qu'en couleur. Cantonné aux films de série B, il devient ensuite réalisateur pour la télévision.

## Filmographie

### Réalisateur

#### Cinéma
- 1950 : Reportage fatal (Shakedown)
- 1950 : Les flics ne pleurent pas (Undercover Girl)
- 1951 : Air Cadet
- 1951 : Iron Man
- 1951 : The Lady from Texas (en)
- 1951 : Le Château de la terreur (The Strange Door)
- 1952 : Quand tu me souris (Meet Danny Wilson)
- 1952 : Flesh and Fury (en)
- 1952 : Just Across the Street
- 1952 : Because of You
- 1953 : La Légion du Sahara (Desert Legion)
- 1953 : It Happens Every Thursday (en)
- 1953 : Le Justicier impitoyable (Back to God's Country)
- 1954 : Yankee Pasha
- 1954 : Fille de plaisir (Playgirl)
- 1954 : Le clown est roi (3 Ring Circus) (+ scénariste)
- 1955 : La police était au rendez-vous (Six Bridges to Cross)
- 1955 : La Muraille d'or (Foxfire)
- 1955 : La Maison sur la plage (Female on the Beach)
- 1956 : Intrigue au Congo (Congo Crossing)
- 1956 : Brisants humains (Away All Boats)
- 1957 : Istanbul
- 1957 : Tammy and the Bachelor
- 1957 : Rendez-vous avec une ombre (The Midnight Story)
- 1957 : L'Homme aux mille visages (Man of a Thousand Faces)
- 1958 : Crépuscule sur l'océan (Twilight for the Gods)
- 1958 : La Dernière Torpille (Torpedo Run)
- 1960 : Cet homme est un requin (Cash McCall)
- 1960 : The Crowded Sky
- 1960 : La Rançon de la peur (The Plunderers) (+ producteur)
- 1961 : Portrait of a Mobster
- 1966 : The Night of the Grizzly

#### Télévision
- 1959 : Destination Space
- 1962 : Going my Way (épisodes "A Saint for Momma"-"Keep an Eye on Santa Claus"-"A Man for Mary"-"Back to Ballymora") (série)
- 1962 : Le Virginien ("The Virginian") (série)
- 1964 : Les Monstres ("The Munsters") (série)
- 1968 : Auto-patrouille (Adam-12) (série télévisée)
- 1969 : Docteur Marcus Welby ("Marcus Welby, M.D.") (série)
- 1971 : Coup double ("The Partners") (série)
- 1971 : Sam Cade ("Cade's County") (série)
- 1972 : Search (série)
- 1973 : My Darling Daughters' Anniversary
- 1974 : Petrocelli (série)
- 1975 : Le Daliah noir (Who Is the Black Dahlia?)
- 1975 : Mobile One (série)
- 1976 : Executive Suite (en) (série)
- 1977 : The Hardy Boys Mysteries (série)
- 1977 : The Hardy Boys/Nancy Drew Mysteries (série)
- 1978 : L'Île fantastique ("Fantasy Island") (série)
- 1978 : Grandpa Goes to Washington (en) (série)
- 1978 : The Paper Chase (en) (série)
- 1979 : The Secret Empire (en) (série)
- 1979 : Mysterious Island of Beautiful Women
- 1980 : Hagen (série)
- 1980 : Palmerstown, U.S.A. (série)
- 1984 : Contract for Life: The S.A.D.D. Story

### Acteur
- 1946 : Nocturne, d'Edwin L. Marin : Ned 'Fingers' Ford
- 1947 : Sang et or (Body and Soul), de Robert Rossen : Shorty Polaski
- 1948 : La Dernière Rafale (The Street with No Name), de William Keighley : Matty
- 1949 : Les Bas-fonds de Frisco (Thieves' Highway), de Jules Dassin : Pete
- 1950 : Outside the Wall, de Crane Wilbur : Gus Wormser
- 1950 : Reportage fatal (Shakedown), de lui-même : Keller le Reporter